# Municipio de Mansfield (Minnesota)
El municipio de Mansfield (en inglés: Mansfield Township) es un municipio ubicado en el condado de Freeborn en el estado estadounidense de Minnesota. En el año 2010 tenía una población de 237 habitantes y una densidad poblacional de 2,54 personas por km².

## Geografía
El municipio de Mansfield se encuentra ubicado en las coordenadas 43°32′20″N 93°34′52″O / 43.53889, -93.58111. Según la Oficina del Censo de los Estados Unidos, el municipio tiene una superficie total de 93.34 km², de la cual 93,29 km² corresponden a tierra firme y (0,06 %) 0,06 km² es agua.

## Demografía
Según el censo de 2010, había 237 personas residiendo en el municipio de Mansfield. La densidad de población era de 2,54 hab./km². De los 237 habitantes, el municipio de Mansfield estaba compuesto por el 97,47 % blancos, el 2,11 % eran asiáticos y el 0,42 % eran de una mezcla de razas. Del total de la población el 0 % eran hispanos o latinos de cualquier raza.